# Druga Liga 1962-1963
La Druga savezna liga SFRJ 1962-1963, conosciuta semplicemente come Druga liga 1962-1963, fu la 17ª edizione della seconda divisione del campionato jugoslavo di calcio. 
Il format era basato su due gironi Ovest ed Est (Zapad e Istok). Nel girone occidentale erano inserite le squadre provenienti da Slovenia, Croazia e Bosnia Erzegovina, mentre in quello orientale quelle da Serbia, Montenegro e Macedonia.
Fu la prima edizione con 32 squadre anziché 24 (sempre divise in due gironi Ovest ed Est). Contemporaneamente anche la massima divisione ebbe un incremento: da 12 a 14.

## Provenienza
| Slovenia                    | Croazia | Bosnia Erzegovina                                                 | Serbia                                                                           | Serbia                                                                                                   | Serbia                                 | Montenegro | Macedonia |
| Slovenia                    | Croazia | Bosnia Erzegovina                                                 | Voivodina                                                                        | Serbia Centrale                                                                                          | Kosovo                                 | Montenegro | Macedonia |
| --------------------------- | --- | ----------------------------------------------------------------- | -------------------------------------------------------------------------------- | --- | -------------------------------------- | ---------- | --------- |
| - Olimpia Lubiana - Maribor | - Borovo - BSK Slavonski Brod - Istria - Karlovac - Lokomotiva Zagabria - Sebenico - Slavonija Osijek - RNK Spalato - Trešnjevka - Varteks Varaždin | - Borac Banja Luka - Čelik Zenica - Famos Hrasnica - Rudar Kakanj | - Bačka B. Palanka - Proleter Zrenjanin - Spartak Subotica - Srem - OFK Subotica | - Borac Čačak - Jedinstvo Zemun - Mačva Šabac - Radnički Belgrado - Radnički Kragujevac - Železničar Niš | - Buducnost Peć - Priština - FK Trepča | - Sutjeska | - Vardar  |

## Girone Ovest

### Profili
| Squadra             | Città          | Stadio               | Stagione 1961-62 | Stagione 1961-62 |
| Squadra             | Città          | Stadio               | Pos.             | Divisione        |
| ------------------- | -------------- | -------------------- | ---------------- | ---------------- |
| Borac Banja Luka    | Banja Luka     | Gradski stadion      | 12º              | Prva liga        |
| Trešnjevka          | Zagabria       | Igralište Graba      | 3º               | Druga liga Ovest |
| Čelik Zenica        | Zenica         | Stadion Blatuša      | 4º               | Druga liga Ovest |
| Maribor             | Maribor        | Stadion Ljudski vrt  | 5º               | Druga liga Ovest |
| Karlovac            | Karlovac       | Gradski stadion      | 6º               | Druga liga Ovest |
| RNK Split           | Spalato        | Park skojevaca       | 7º               | Druga liga Ovest |
| Slavonija Osijek    | Osijek         | Igralište kraj Drave | 8º               | Druga liga Ovest |
| Šibenik             | Sebenico       | Stadion Šubićevac    | 9º               | Druga liga Ovest |
| Borovo              | Borovo         | Gradski stadion      | 10º              | Druga liga Ovest |
| Lokomotiva Zagabria | Zagabria       | Stadio Maksimir      | 11º              | Druga liga Ovest |
| Varteks Varaždin    | Varaždin       | Stadion Varteks      | 12º              | Druga liga Ovest |
| Olimpia Lubiana     | Lubiana        | Stadion Bežigrad     | 1º               | Slovenska liga   |
| Istria              | Pola           | Stadion Veruda       | 1º               | Zona Rijeka-Pula |
| BSK Slavonski Brod  | Slavonski Brod | Stadion uz Savu      | 1º               | Slavonska zona   |
| Rudar Kakanj        | Kakanj         | Stadion pod Vardom   | 1º               | II Zona BiH      |
| Famos Hrasnica      | Hrasnica       | Stadion Famos        | 2º               | II Zona BiH      |

### Classifica
|  | Pos. | Squadra             | Pt | G  | V  | N  | P  | GF | GS | QR    |
|  | ---- | ------------------- | -- | -- | -- | -- | -- | -- | -- | ----- |
|  | 1.   | Trešnjevka          | 40 | 30 | 18 | 4  | 8  | 66 | 39 | 1,692 |
|  | 2.   | Čelik Zenica        | 36 | 30 | 14 | 8  | 8  | 42 | 34 | 1,235 |
|  | 3.   | Maribor             | 35 | 30 | 12 | 11 | 7  | 52 | 33 | 1,575 |
|  | 4.   | Slavonija Osijek    | 34 | 30 | 13 | 8  | 9  | 47 | 37 | 1,270 |
|  | 5.   | Varteks Varaždin    | 31 | 30 | 11 | 9  | 10 | 38 | 30 | 1,266 |
|  | 6.   | Olimpia Lubiana     | 31 | 30 | 11 | 9  | 10 | 43 | 28 | 1,535 |
|  | 7.   | Lokomotiva Zagabria | 29 | 30 | 11 | 7  | 2  | 50 | 45 | 1,111 |
|  | 8.   | Sebenico            | 29 | 30 | 13 | 3  | 4  | 56 | 51 | 1,098 |
|  | 9.   | Borovo              | 29 | 30 | 11 | 7  | 12 | 34 | 36 | 0,944 |
|  | 10.  | Famos Hrasnica      | 29 | 30 | 10 | 9  | 11 | 42 | 47 | 0,893 |
|  | 11.  | Istria              | 29 | 30 | 11 | 7  | 12 | 43 | 59 | 0,728 |
|  | 12.  | Borac Banja Luka    | 28 | 30 | 10 | 8  | 12 | 42 | 44 | 0,954 |
|  | 13.  | BSK Slavonski Brod  | 28 | 30 | 10 | 8  | 12 | 41 | 50 | 0,820 |
|  | 14.  | RNK Spalato         | 28 | 30 | 11 | 6  | 13 | 35 | 43 | 0,813 |
|  | 15.  | Rudar Kakanj        | 25 | 30 | 9  | 7  | 14 | 27 | 47 | 0,574 |
|  | 16.  | Karlovac            | 19 | 30 | 5  | 9  | 16 | 24 | 49 | 0,489 |

Legenda:

      Promossa in Prva Liga 1963-1964.

  Partecipa agli spareggi promozione/retrocessione.

      Retrocessa in terza divisione jugoslava 1963-1964.

      Esclusa dal campionato.
Note:

Due punti a vittoria, uno a pareggio, zero a sconfitta.
In caso di arrivo di due o più squadre a pari punti, la graduatoria viene stilata secondo il quoziente reti tra le squadre interessate.

### Classifica marcatori
| Reti | Marcatore    | Squadra    |
| ---- | ------------ | ---------- |
| 19   | Rauš Zdravko | Lokomotiva |
| 17   | Pirc         | Maribor    |
| 16   | Nadoveza     | Sebenico   |
| 14   | J.Gucmirtl   | Slavonija  |
| 14   | Orošnjak     | Sebenico   |
| 13   | Remete       | Trešnjevka |
| 13   | Mladenović   | Olimpia    |
| 13   | Popović      | Borovo     |
| 13   | Barišić      | Famos      |

## Girone Est

### Profili
| Squadra             | Città              | Stadio                    | Stagione 1961-62 | Stagione 1961-62    |
| Squadra             | Città              | Stadio                    | Pos.             | Divisione           |
| ------------------- | ------------------ | ------------------------- | ---------------- | ------------------- |
| Vardar              | Skopje             | Gradski stadion           | 11º              | Prva liga           |
| Radnički Belgrado   | Belgrado           | Stadion FK Železničar     | 3º               | Druga liga Est      |
| Srem                | Sremska Mitrovica  | Stadion Promenada         | 4º               | Druga liga Est      |
| FK Trepča           | Kosovska Mitrovica | Stadion Trepča            | 5º               | Druga liga Est      |
| Proleter Zrenjanin  | Zrenjanin          | Karađorđev Park           | 6º               | Druga liga Est      |
| Sutjeska            | Nikšić             | Stadion kraj Bistrice     | 7º               | Druga liga Est      |
| Mačva Šabac         | Šabac              | Gradski stadion           | 8º               | Druga liga Est      |
| Spartak Subotica    | Subotica           | Gradski stadion           | 9º               | Druga liga Est      |
| Priština            | Priština           | Gradski stadion           | 10º              | Druga liga Est      |
| Radnički Kragujevac | Kragujevac         | Stadion Čika Dača         | 12º              | Druga liga Est      |
| Bačka B. Palanka    | Bačka Palanka      | Gradski stadion           | 2º               | Vojvođanska liga    |
| OFK Subotica        | Subotica           | Stadion Sever             | 3º               | Vojvođanska liga    |
| Jedinstvo Zemun     | Zemun, Belgrado    | Gradski stadion           | 1º               | Zonska liga Beograd |
| Borac Čačak         | Čačak              | Stadion kraj Morave       | 1º               | Kragujevačka zona   |
| Železničar Niš      | Niš                | Stadion kraj Carske pruge | 1º               | Niška Zona          |
| Buducnost Peć       | Peć                | Gradski stadion           | 1º               | Zonska liga AKMO    |

### Classifica
|  | Pos. | Squadra             | Pt | G  | V  | N  | P  | GF | GS | QR    |
|  | ---- | ------------------- | -- | -- | -- | -- | -- | -- | -- | ----- |
|  | 1.   | Vardar              | 44 | 30 | 18 | 8  | 4  | 50 | 24 | 2,083 |
|  | 2.   | Radnički Belgrado   | 38 | 30 | 15 | 8  | 7  | 44 | 25 | 1,760 |
|  | 3.   | FK Trepča           | 36 | 30 | 14 | 8  | 8  | 53 | 38 | 1,394 |
|  | 4.   | Sutjeska            | 34 | 30 | 13 | 8  | 9  | 63 | 45 | 1,400 |
|  | 5.   | Priština            | 31 | 30 | 11 | 9  | 10 | 45 | 43 | 1,046 |
|  | 6.   | Bačka B. Palanka    | 31 | 30 | 12 | 7  | 11 | 51 | 49 | 1,040 |
|  | 7.   | OFK Subotica        | 29 | 30 | 10 | 9  | 11 | 43 | 47 | 0,914 |
|  | 8.   | Spartak Subotica    | 29 | 30 | 11 | 7  | 12 | 32 | 44 | 0,727 |
|  | 9.   | Proleter Zrenjanin  | 28 | 30 | 10 | 8  | 12 | 39 | 38 | 1,026 |
|  | 10.  | Borac Čačak         | 28 | 30 | 9  | 10 | 11 | 36 | 38 | 0,947 |
|  | 11.  | Jedinstvo Zemun     | 28 | 30 | 9  | 10 | 11 | 38 | 44 | 0,863 |
|  | 12.  | Železničar Niš      | 28 | 30 | 12 | 4  | 14 | 39 | 48 | 0,812 |
|  | 13.  | Srem                | 28 | 30 | 11 | 6  | 13 | 39 | 49 | 0,795 |
|  | 14.  | Radnički Kragujevac | 26 | 30 | 10 | 6  | 14 | 47 | 48 | 0,979 |
|  | 15.  | Mačva Šabac         | 26 | 30 | 11 | 4  | 15 | 36 | 39 | 0,923 |
|  | 16.  | Buducnost Peć       | 16 | 30 | 4  | 8  | 18 | 26 | 62 | 0,419 |

Legenda:

      Promossa in Prva Liga 1963-1964.

  Partecipa agli spareggi promozione/retrocessione.

      Retrocessa in terza divisione jugoslava 1963-1964.

      Esclusa dal campionato.
Note:

Due punti a vittoria, uno a pareggio, zero a sconfitta.
In caso di arrivo di due o più squadre a pari punti, la graduatoria viene stilata secondo il quoziente reti tra le squadre interessate.

### Classifica marcatori
| Reti | Marcatore        | Squadra             |
| ---- | ---------------- | ------------------- |
| 20   | Gođevac Svetozar | Radnički Kragujevac |
| 20   | Lazarević Vojin  | Sutjeska            |
| 18   | S .Mojsov        | Vardar              |
| 16   | Stojanović       | Železničar Niš      |
| 15   | Vukmirović       | Trepča              |
| 14   | Vučinić          | Bačka               |